# Cycas ferruginea
Cycas ferruginea F.N.Wei, 1994 è una pianta appartenente alla famiglia delle Cycadaceae, diffusa nel sud-est asiatico.

## Descrizione
È una cicade con fusto eretto o acaulescente, alto sino a 1,2 m e con diametro di 12-18 cm.
Le foglie, pennate, lunghe 130-210 cm, sono disposte a corona all'apice del fusto e sono rette da un picciolo lungo 35-80  cm; ogni foglia è composta da 120-200 paia di foglioline lanceolate, con margine ricurvo, lunghe mediamente 19-38 cm, di colore verde scuro o grigio-scuro, inserite sul rachide con un angolo di 70-90°.
L'epiteto specifico ferruginea, e cioè rosso ruggine, fa riferimento al forte colore del tomento sulle nuove foglie che persiste in alcune più vecchie. 
È una specie dioica con esemplari maschili che presentano microsporofilli disposti a formare strobili terminali di forma fusoidale, lunghi 25-45 cm e larghi 4-6 cm ed esemplari femminili con macrosporofilli che si trovano in gran numero nella parte sommitale del fusto, con l'aspetto di foglie pennate che racchiudono gli ovuli, in numero di 2-6.  
I semi sono ovoidali, lunghi 19-24 mm, ricoperti da un tegumento di colore giallo.

## Distribuzione e habitat
Vive in un'area limitata della provincia di Lạng Sơn nel Vietnam, sebbene sia stata descritta per la prima volta a Guilin, in Cina; recentemente è stata osservata nel sud-ovest del Guangxi.

Prospera su ripide scogliere calcaree senza terreno visibile alle radici.

## Conservazione
La IUCN Red List classifica C. ferruginea come specie prossima alla minaccia (Near Threatened).

La specie è inserita nella Appendice II della Convention on International Trade of Endangered Species (CITES)